# Cryptomedasina
Cryptomedasina là một chi bướm đêm thuộc họ Geometridae.